# Парламентские выборы в Тринидаде и Тобаго (1981)
Парламентские выборы в Тринидаде и Тобаго прошли 9 ноября 1981 года. В результате Народное национальное движение получило большинство в 26 из 36 мест парламента. Явка составила 56,4 %. Премьер-министром стал новый лидер ННД Джордж Чемберс.

## Результаты
| Партия                                         | Голосов | %    | Мест | +/-   |
| ---------------------------------------------- | ------- | ---- | ---- | ----- |
| Народное национальное движение                 | 218 557 | 52,9 | 26   | +2    |
| Организация за национальное восстановление     | 91 704  | 22,2 | 0    | новая |
| Объединённый рабочий фронт                     | 62 781  | 15,2 | 8    | -2    |
| Конгресс демократического действия             | 15 390  | 3,7  | 2    | 0     |
| Национальный комитет совместного действия      | 13 710  | 3,3  | 0    | новая |
| Движение дома Тапиа                            | 9 401   | 2,3  | 0    | 0     |
| Национальная партия свободы                    | 864     | 0,2  | 0    | новая |
| Движение дома Фарго                            | 143     | 0,0  | 0    | новая |
| Движение Вест-Индского политического конгресса | 130     | 0,0  | 0    | новая |
| Тринидадская лейбористская партия              | 34      | 0,0  | 0    | новая |
| Народная республиканская партия                | 25      | 0,0  | 0    | новая |
| Независимые                                    | 39      | 0,0  | 0    | 0     |
| Недействительных/пустых бюллетеней             | 2 638   | -    | -    | -     |
| Всего                                          | 415 416 | 100  | 36   | 0     |
| Источник: Nohlen                               |         |      |      |       |